# Estabelecimento de Fundição e Estaleiros da Ponta d'Areia

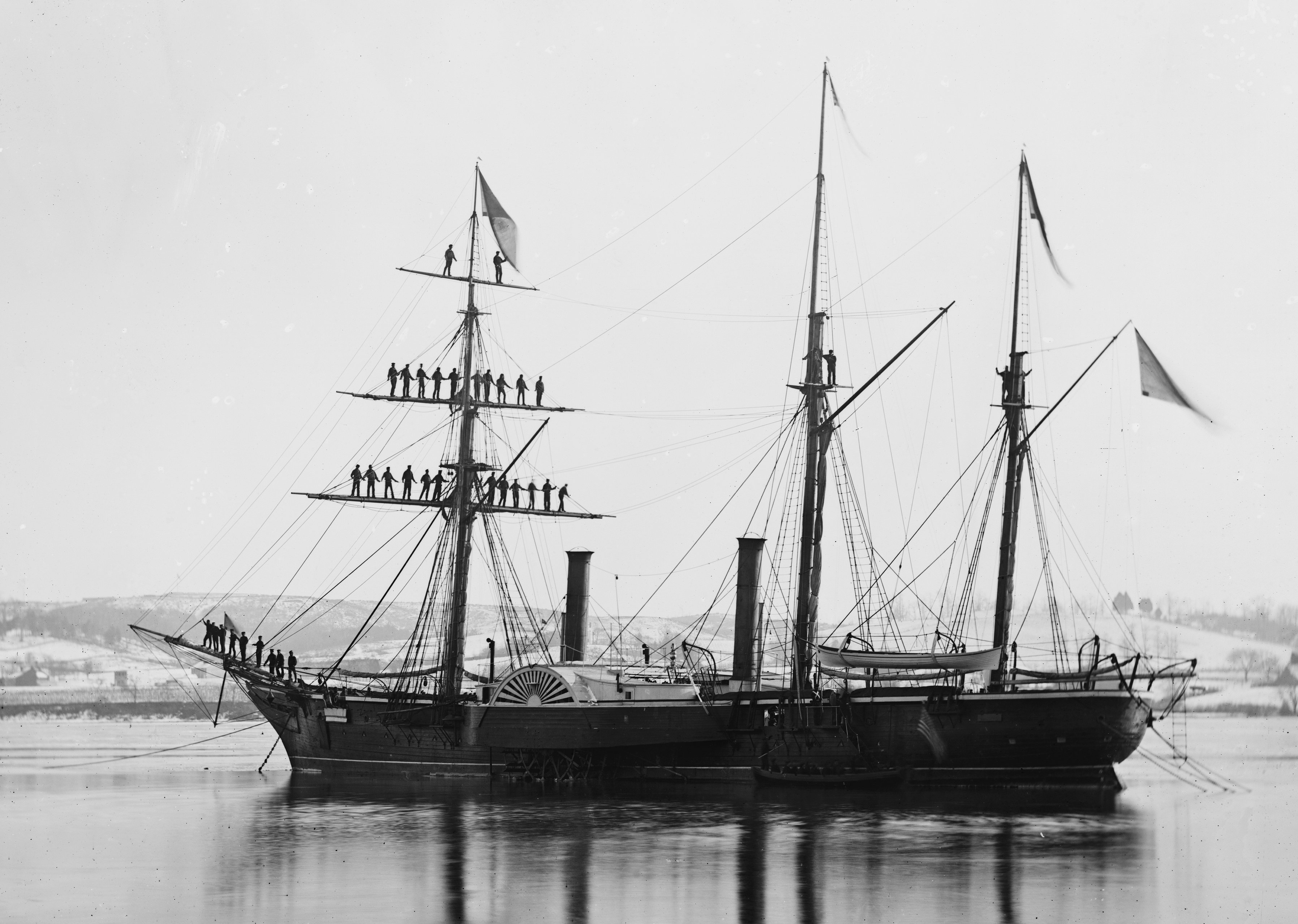
O vapor Recife foi a primeira encomenda da Marinha Imperial feita ao estaleiro da Ponta da Areia.

O Estabelecimento de Fundição e Estaleiros Ponta da Areia, mais tarde rebatizado como Estabelecimento de Fundição e Estaleiros da Ponta d'Areia foi uma das primeiras indústrias de construção naval do Brasil, tendo sido criada por Charles Colman, em 1844 e adquirida em 1846 por Irineu Evangelista de Sousa, futuro Barão, e depois Visconde de Mauá.

## História
Após a abertura dos portos, surgiram pequenos estaleiros privados. Com a independência do Brasil, o setor naval se reestruturou gradualmente para lidar com a crescente demanda por meios de locomoção de cargas e passageiros por via fluvial e marítima.
Até meados da década de 1840 os estaleiros e pequenas fundições dedicadas a construção naval estavam concentradas nos arredores do Arsenal da Marinha e em Niterói. Em meados de 1844, o britânico Charles Colmann inaugurou uma pequena fundição na Ponta d'Areia, em Niterói. A fundição com problemas financeiros, em 11 de agosto de 1846, foi vendida para Irineu Evangelista de Sousa que a rebatizou Estabelecimento de Fundição e Estaleiros da Ponta d'Areia.
Pelos 30 anos seguintes o estaleiro produziu 72 embarcações para as mais variadas finalidades como cabotagem, transporte de cargas, passageiros, navios de guerra, além de pequenas embarcações, com destaque para as doze embarcações encomendadas pela Armada Imperial Brasileira entre 1849 e 1869. Com a crise econômica que atingiu o Brasil, o estaleiro decretou sua falência em 1877, tendo sido fechado definitivamente em meados de 1890.
Suas instalações foram integradas à Companhia Comércio e Navegação, em 1905, especializada em construção e reparo de navios. Na época, a CCN era também uma das maiores companhias de construção e reparos da América Latina.